# Descartes a Kant
A Descartes a Kant mexikói avantgárd rock/noise rock/experimental rock zenekar. 2001-ben alakult. Nevük két ismert filozófus nevéből származik: René Descartes és Immanuel Kant. Zenéjük a noise grind, elektronikus zene, dzsessz és bossa nova zene keveréke. 2019-ben Magyarországon is koncerteztek, a Dürer Kertben. Zenei hatásuknak több előadót is megjelöltek, például a Sonic Youth-t, a Queent vagy a Primust. Koncerteztek már a Sonic Youth-szal, a Yeah Yeah Yeahs-szel, a Slayerrel és a Dead Cross-szal is.

## Tagok
- Sandrushka Petrova - ének, gitár, programozás
- Anna Cristina Mo - gitár, szintetizátor, ének, programozás
- Memo Ibarra - basszusgitár, ének, szintetizátor, programozás
- Leo Padua - ütős hangszerek, sampler

### Korábbi tagok
- Dafne Carballo - ének, hegedű, gitár
- Andro Muñoz - zongora, programozás
- Jorge Chávez - ütős hangszerek, sampler
- Frankie Mares - ütős hangszerek
- Charlovsky - basszusgitár
- Sol Rubí Gonzalez - gitár, ének

## Diszkográfia
- Paper Dolls (album, 2007)
- Il Visore Lunatique (album, 2012)
- Victims of Love Propaganda (album, 2017)
- After Destruction (album, 2023)